# Blackboard programtervezési minta
A szoftverfejlesztésben a blackboard minta egy viselkedési minta, ami számítási keretrendszert biztosít a tervezéshez és olyan rendszerek implementálásához, amik nagy és különböző specializált modulokat integráltak, és komplex, nem determinisztikus stratégiát valósít meg.
Ezt a mintát a HEARSAY-II projekt tagjai alkották, és először hangfelismeréshez használták.

## Szerkezete
A blackboard modellnek három fő összetevője van:
- blackboard (Blackboard) - egy strukturált globális memória, ami a megoldás objektumait tartalmazza
- tudásbázis (Knowledge Sources)- magasan specializált modulok a saját reprezentációjukkal együtt
- vezérlő összetevők (Control) - selectek, konfigurációk és tudásbázisok futtatása.[1]

## Implementáció
Első lépés, hogy tervezzük meg a megoldás terét, ami a blackboard struktúra definíciójához vezet. Aztán, a tudásbázist kell elkészíteni. Ez a két lépés nagyon összefüggő.
A következő lépés, a vezérlők meghatározása, ami általában komplex ütemezés formájában létezik, ami domain-specifikus heurisztikákat használ, hogy rangsorolja a végrehajtható tudásbázist.

## Ismert felhasználásai
- beszédfelismerés
- jármű azonosítás és követés
- protein molekulák struktúrájának azonosítása
- szonár jelek elemzése[1]

## Következmények
A blackboard minta hatékony megoldást biztosít olyan komplex rendszerek tervezéséhez és implementálásához, ahol heterogén modulok dinamikus kombinációjával oldjuk meg a problémát. Ez biztosít olyan nem funkcionális tulajdonságokat mint:
- újrafelhasználhatóság
- változtathatóság
- robusztusság[1]

A blackboard minta megengedi, hogy a processzek szorosan együtt működhessenek különböző szálakon, és reagáljanak, ha kell.

## Példák
Radar védelmi rendszer minta (C#-ban).
Kód a MainWindow.xaml:
```
<ListBox
 
ItemsSource=
"{Binding blackboard.CurrentObjects}"
 
ItemsPanel=
"{DynamicResource ItemsPanelTemplate1}"
 
ItemContainerStyle=
"{DynamicResource ItemContainerStyle}"
 
ItemTemplate=
"{DynamicResource ItemTemplate}"
 
Margin=
"20,20,20,10"
 
Foreground=
"#FFDE6C6C"
 
>

    
<ListBox.Resources>

        
<ItemsPanelTemplate
 
x:Key=
"ItemsPanelTemplate1"
>

            
<Canvas
 
IsItemsHost=
"True"
/>

        
</ItemsPanelTemplate>

```

Kód az item container helymeghatározásához
```
<Style
 
x:Key=
"ItemContainerStyle"
 
TargetType=
"{x:Type ListBoxItem}"
>

    
<Setter
 
Property=
"Background"
 
Value=
"Transparent"
/>

    
<Setter
 
Property=
"HorizontalContentAlignment"
 
Value=
"{Binding HorizontalContentAlignment, RelativeSource={RelativeSource AncestorType={x:Type ItemsControl}}}"
/>

    
<Setter
 
Property=
"VerticalContentAlignment"
 
Value=
"{Binding VerticalContentAlignment, RelativeSource={RelativeSource AncestorType={x:Type ItemsControl}}}"
/>

    
<Setter
 
Property=
"Canvas.Left"
 
Value=
"{Binding X}"
/>

    
<Setter
 
Property=
"Canvas.Top"
 
Value=
"{Binding Y}"
/>

    
<Setter
 
Property=
"Template"
>

        
<Setter.Value>

            
<ControlTemplate
 
TargetType=
"{x:Type ListBoxItem}"
>

                
<Border
 
x:Name=
"Bd"
 
BorderBrush=
"{TemplateBinding BorderBrush}"
 
BorderThickness=
"{TemplateBinding BorderThickness}"
 
Background=
"{TemplateBinding Background}"
 
Padding=
"{TemplateBinding Padding}"
 
SnapsToDevicePixels=
"true"
>

                    
<ContentPresenter
 
HorizontalAlignment=
"{TemplateBinding HorizontalContentAlignment}"
 
SnapsToDevicePixels=
"{TemplateBinding SnapsToDevicePixels}"
 
VerticalAlignment=
"{TemplateBinding VerticalContentAlignment}"
/>

                
</Border>

            
</ControlTemplate>

        
</Setter.Value>

    
</Setter>

</Style>

```

Kód az Item-hez (ItemTemplate definiálja az objektumot, egy Image és TextBox-ok):
```
<DataTemplate
 
x:Key=
"ItemTemplate"
>

    
<Border>

        
<Border.Style>

            
<Style
 
TargetType=
"{x:Type Border}"
>

                
<Style.Triggers>

                    
<DataTrigger
 
Binding=
"{Binding IsThreat}"
 
Value=
"true"
>

                        
<Setter
 
Property=
"Background"
 
Value=
"Red"
/>

                    
</DataTrigger>

                    
<DataTrigger
 
Binding=
"{Binding IsThreat}"
 
Value=
"false"
>

                        
<Setter
 
Property=
"Background"
 
Value=
"Green"
/>

                    
</DataTrigger>

                
</Style.Triggers>

            
</Style>

        
</Border.Style>

        
<Grid
 
Margin=
"3"
>

            
<Image
 
Height=
"48"
 
Source=
"{Binding Image}"
 
/>

            
<StackPanel
 
Margin=
"0,0,0,-30"
 
VerticalAlignment=
"Bottom"
 
>

                
<TextBlock
 
Text=
"{Binding Type}"
/>

                
<TextBlock
 
Text=
"{Binding Name}"
/>

            
</StackPanel>

            
<TextBlock
 
HorizontalAlignment=
"Right"
 
TextWrapping=
"Wrap"
 
Text=
"{Binding DistanceFromDestruction}"
 
VerticalAlignment=
"Bottom"
 
Width=
"Auto"
 
Visibility=
"{Binding IsThreat, Converter={StaticResource BooleanToVisibilityConverter}}"
/>

        
</Grid>

    
</Border>

</DataTemplate>

```

Kód a Blackboard komponens mögött MVVM ViewModel implementációjában:
```
public
 
Blackboard
 
blackboard
 
{
 
get
;
 
set
;
 
}

Controller
 
controller
;

public
 
MainWindow
()

{

    
InitializeComponent
();

    
DataContext
 
=
 
this
;

 

    
blackboard
 
=
 
new
  
Blackboard
();

    
controller
 
=
 
new
  
Controller
(
blackboard
);

 

}

```

A Controller mögötti kód:
```
private
 
void
  
Button_Click
(
object
 
sender
,
 
System
.
Windows
.
RoutedEventArgs
 
e
)

{

    
controller
.
AddSignalProcessor
();

}

```

Kód a base class IObject-hez:
```
public
 
interface
  
IObject

{

    
ObjectType
 
Type
 
{
 
get
;
 
set
;
 
}

    
string
 
Name
 
{
 
get
;
 
set
;
 
}

    
WriteableBitmap
 
Image
 
{
 
get
;
 
set
;
 
}

    
bool?
 
IsThreat
 
{
 
get
;
 
set
;
 
}

    
ProcessingStage
 
Stage
 
{
 
get
;
 
set
;
 
}

    
int
 
X
 
{
 
get
;
 
set
;
 
}

    
int
 
Y
 
{
 
get
;
 
set
;
 
}

    
IObject
 
Clone
();

}

```

Kód a radar module-ban:
```
AllObjects
 
=
 
new
 
List
<
IObject
>

{

    
new
 
BirdObject
(
ObjectType
.
Bird
,
 
""
,
 
new
 
WriteableBitmap
(
new
 
System
.
Windows
.
Media
.
Imaging
.
BitmapImage
(
new
 
Uri
(
@"pack://application:,,,/Media/Bird.bmp"
,
 
UriKind
.
Absolute
))),
 
false
,
 
false
),

    
new
 
PlaneObject
(
ObjectType
.
Plane
,
 
""
,
 
new
 
WriteableBitmap
(
new
 
System
.
Windows
.
Media
.
Imaging
.
BitmapImage
(
new
 
Uri
(
@"pack://application:,,,/Media/Plane.bmp"
,
 
UriKind
.
Absolute
))),
 
false
,
 
false
),

    
new
 
RocketObject
(
ObjectType
.
Rocket
,
 
""
,
 
new
 
WriteableBitmap
(
new
 
System
.
Windows
.
Media
.
Imaging
.
BitmapImage
(
new
 
Uri
(
@"pack://application:,,,/Media/Rocket.bmp"
,
 
UriKind
.
Absolute
))),
 
false
,
 
false
),

};

```

Kód ami a beérkező objektumokat kezeli:
```
public
 
IncomingObject
(
IObject
 
obj
)

    
:
 
base
(
ObjectType
.
Unknown
,
 
null
,
 
null
,
 
true
,
 
null
)

{

    
actualObject
 
=
 
obj
;

    
ProcessedPixels
 
=
 
new
  
bool
[
16
,
 
16
];

 

    
//Paint the image as all red to start with

    
Image
 
=
 
new
  
WriteableBitmap
(
48
,
 
48
,
 
72
,
 
72
,
 
PixelFormats
.
Bgr32
,
 
null
);

    
int
[]
 
ary
 
=
 
new
  
int
[(
48
 
*
 
48
)];

    
for
 
(
var
 
x
 
=
 
0
;
 
x
 
<
 
48
;
 
x
++
)

        
for
 
(
var
 
y
 
=
 
0
;
 
y
 
<
 
48
;
 
y
++
)

            
ary
[
48
 
*
 
y
 
+
 
x
]
 
=
 
255
 
*
 
256
 
*
 
256
;

    
Image
.
WritePixels
(
new
 
Int32Rect
(
0
,
 
0
,
 
48
,
 
48
),
 
ary
,
 
4
 
*
 
48
,
 
0
);

}

```

Kód a tudásbázis interfészéhez:
```
public
 
interface
  
IKnowledgeSource

{

    
bool
 
IsEnabled
 
{
 
get
;
 
}

    
void
 
Configure
(
Blackboard
 
board
);

    
void
 
ExecuteAction
();

 

    
KnowledgeSourceType
 
KSType
 
{
 
get
;
 
}

    
KnowledgeSourcePriority
 
Priority
 
{
 
get
;
 
}

    
void
 
Stop
();

}

```

A jel processor implementálásához:
```
public
 
override
  
bool
 
IsEnabled

{

    
get

    
{

        
for
 
(
var
 
ix
 
=
 
0
;
 
ix
 
<
 
blackboard
.
CurrentObjects
.
Count
();
 
ix
++
)

            
if
 
(
blackboard
.
CurrentObjects
[
ix
].
Stage
 
<
 
ProcessingStage
.
Analysed
)

                
return
 
true
;

 

        
return
 
false
;

    
}

}

public
 
override
  
void
 
ExecuteAction
()

{

    
for
 
(
var
 
ix
 
=
 
0
;
 
ix
 
<
 
blackboard
.
CurrentObjects
.
Count
();
 
ix
++
)

        
if
 
(
blackboard
.
CurrentObjects
[
ix
].
Stage
 
<
 
ProcessingStage
.
Analysed
)

            
ProcessAnotherBit
(
blackboard
.
CurrentObjects
[
ix
]);

}

void
 
ProcessAnotherBit
(
IObject
 
obj
)

{

    
int
 
GRANULARITY
 
=
 
16
;

    
int
 
blockWidth
 
=
 
obj
.
Image
.
PixelWidth
 
/
 
GRANULARITY
;

```

kódrészlet writablebitmaps-ok közti másoláshoz:
```
int
 
stride
 
=
 
obj
.
Image
.
PixelWidth
 
*
 
obj
.
Image
.
Format
.
BitsPerPixel
 
/
 
8
;

int
 
byteSize
 
=
 
stride
 
*
 
obj
.
Image
.
PixelHeight
 
*
 
obj
.
Image
.
Format
.
BitsPerPixel
 
/
 
8
;

var
 
ary
 
=
 
new
  
byte
[
byteSize
];

obj
.
Image
.
CopyPixels
(
ary
,
 
stride
,
 
0
);

```

```
var
 
unk
 
=
 
obj
 
as
  
IncomingObject
;

unk
.
GetActualObject
().
Image
.
CopyPixels
(
aryOrig
,
 
stride
,
 
0
);

```

```
for
 
(
var
 
iy
 
=
 
0
;
 
iy
 
<
 
blockWidth
;
 
iy
++
)

{

    
for
 
(
var
 
ix
 
=
 
0
;
 
ix
 
<
 
blockWidth
;
 
ix
++
)

        
for
 
(
var
 
b
 
=
 
0
;
 
b
 
<
 
4
;
 
b
++
)

        
{

            
ary
[
curix
]
 
=
 
aryOrig
[
curix
];

            
curix
++
;

        
}

    
curix
 
=
 
curix
 
+
 
stride
 
-
 
(
blockWidth
 
*
 
4
);

}

```

```
obj
.
Image
.
WritePixels
(
new
 
Int32Rect
(
0
,
 
0
,
 
obj
.
Image
.
PixelWidth
,
 
obj
.
Image
.
PixelHeight
),
 
ary
,
 
stride
,
 
0
);

```

Kód a pixelek összehasonlításához a képfelismerésnél:
```
for
 
(
var
 
ix
 
=
 
0
;
 
ix
 
<
 
blockWidth
;
 
ix
++
)

{

    
var
 
argb1
 
=
 
(
ary
[
curix
 
+
 
1
]
 
*
 
256
 
*
 
256
)
 
+
 
(
ary
[
curix
 
+
 
2
]
 
*
 
256
)
 
+
 
ary
[
curix
 
+
 
3
];

    
var
 
argb2
 
=
 
(
aryKnown
[
curix
 
+
 
1
]
 
*
 
256
 
*
 
256
)
 
+
 
(
aryKnown
[
curix
 
+
 
2
]
 
*
 
256
)
 
+
 
aryKnown
[
curix
 
+
 
3
];

    
if
 
(
argb1
 
!=
 
255
 
*
 
256
 
*
 
256
 
&&
 
argb1
 
!=
 
argb2
)

    
{

        
nomatch
 
=
 
true
;

        
break
;

    
}

    
curix
 
+=
 
4
;

}

```

```
if
 
(
matches
.
Count
()
 
==
 
1
)

{

    
obj
.
Type
 
=
 
matches
[
0
].
Type
;

    
obj
.
Name
 
=
 
matches
[
0
].
Name
;

    
obj
.
IsThreat
 
=
 
matches
[
0
].
IsThreat
;

    
obj
.
Image
 
=
 
new
  
WriteableBitmap
(
matches
[
0
].
Image
);
 
//Create new image instance

    
if
 
(
obj
.
Type
 
!=
 
ObjectType
.
Plane
)

        
obj
.
Stage
 
=
 
ProcessingStage
.
Identified
;

    
else

        
obj
.
Stage
 
=
 
ProcessingStage
.
Analysed
;

}

```

Kód a repülő azonosításhoz:
```
for
 
(
var
 
ix
 
=
 
0
;
 
ix
 
<
 
blackboard
.
CurrentObjects
.
Count
();
 
ix
++
)

{

    
var
 
obj
 
=
 
blackboard
.
CurrentObjects
[
ix
];

    
if
 
(
obj
.
Stage
 
==
 
ProcessingStage
.
Analysed
 
&&
 
obj
.
Type
 
==
 
ObjectType
.
Plane
)

    
{

        
var
 
unk
 
=
 
obj
 
as
 
IncomingObject
;

        
var
 
actual
 
=
 
unk
.
GetActualObject
();

        
obj
.
Name
 
=
 
actual
.
Name
;

        
obj
.
IsThreat
 
=
 
actual
.
IsThreat
;

        
obj
.
Stage
 
=
 
ProcessingStage
.
Identified
;

    
}

}

```

Kód a harcigépekhez:
```
public
 
override
  
void
 
ExecuteAction
()

{

    
for
 
(
var
 
ix
 
=
 
0
;
 
ix
 
<
 
blackboard
.
CurrentObjects
.
Count
();
 
ix
++
)

    
{

        
var
 
obj
 
=
 
blackboard
.
CurrentObjects
[
ix
]
 
as
  
IncomingObject
;

        
if
 
(
obj
.
IsThreat
 
!=
 
null
 
&&
 
obj
.
IsThreat
.
Value
 
&&
 
(
obj
.
Stage
 
!=
 
ProcessingStage
.
Actioned
))

        
{

            
if
 
(
obj
.
MoveHitsTarget
())

                
DestroyTarget
(
obj
);

        
}

    
}

}

private
 
void
  
DestroyTarget
(
IncomingObject
 
obj
)

{

    
int
 
stride
 
=
 
obj
.
Image
.
PixelWidth
 
*
 
obj
.
Image
.
Format
.
BitsPerPixel
 
/
 
8
;

    
int
 
byteSize
 
=
 
stride
 
*
 
obj
.
Image
.
PixelHeight
 
*
 
obj
.
Image
.
Format
.
BitsPerPixel
 
/
 
8
;

    
var
 
ary
 
=
 
new
  
byte
[
byteSize
];

    
obj
.
Image
.
CopyPixels
(
ary
,
 
stride
,
 
0
);

 

    
DrawCross
(
stride
,
 
ary
);

 

    
obj
.
Image
.
WritePixels
(
new
 
Int32Rect
(
0
,
 
0
,
 
obj
.
Image
.
PixelWidth
,
 
obj
.
Image
.
PixelHeight
),
 
ary
,
 
stride
,
 
0
);

    
obj
.
Stage
 
=
 
ProcessingStage
.
Actioned
;

}

private
 
static
  
void
 
DrawCross
(
int
 
stride
,
 
byte
[]
 
ary
)

{

    
for
 
(
var
 
y
 
=
 
1
;
 
y
 
<
 
47
;
 
y
++
)

    
{

        
var
 
line1Pos
 
=
 
(
y
 
*
 
stride
)
 
+
 
(
y
 
*
 
4
);

        
var
 
line2Pos
 
=
 
(
y
 
*
 
stride
)
 
+
 
(
stride
 
-
 
4
)
 
-
 
(
y
 
*
 
4
);

        
for
 
(
var
 
a
 
=
 
-
1
;
 
a
 
<
 
2
;
 
a
++
)

        
{

            
ary
[
line1Pos
 
+
 
4
 
+
 
(
a
 
*
 
4
)]
 
=
 
ary
[
line2Pos
 
+
 
4
 
+
 
(
a
 
*
 
4
)]
 
=
 
255
;

            
ary
[
line1Pos
 
+
 
5
 
+
 
(
a
 
*
 
4
)]
 
=
 
ary
[
line2Pos
 
+
 
5
 
+
 
(
a
 
*
 
4
)]
 
=
 
0
;

            
ary
[
line1Pos
 
+
 
6
 
+
 
(
a
 
*
 
4
)]
 
=
 
ary
[
line2Pos
 
+
 
6
 
+
 
(
a
 
*
 
4
)]
 
=
 
0
;

            
ary
[
line1Pos
 
+
 
7
 
+
 
(
a
 
*
 
4
)]
 
=
 
ary
[
line2Pos
 
+
 
7
 
+
 
(
a
 
*
 
4
)]
 
=
 
0
;

        
}

    
}

}

```

## Fordítás
Ez a szócikk részben vagy egészben  a   Blackboard (design pattern) című angol Wikipédia-szócikk fordításán alapul.  Az eredeti cikk szerkesztőit annak laptörténete sorolja fel. Ez a jelzés csupán a megfogalmazás eredetét és a szerzői jogokat jelzi, nem szolgál a cikkben szereplő információk forrásmegjelöléseként.